# Shenzhou 8
La Shenzhou 8, Vascello Divino in italiano, (in cinese semplificato: 神舟八号) è una missione spaziale appartenente al programma spaziale cinese che ha utilizzato la capsula Shenzhou. Tale missione è stata lanciata alle ore 05,58 (ora locale) del primo novembre 2011, tramite il vettore Lunga Marcia 2F decollato dal poligono di lancio di Jiuquan, nel nordovest della Cina. La missione, priva di equipaggio, ha come obiettivo quello di effettuare due Rendezvous con aggancio al modulo spaziale Tiangong 1, (Casa Del Paradiso, in italiano), lanciato il 29 settembre 2011. Il primo dei due agganci automatici, il primo in assoluto per la Cina, è stato effettuato il 3 novembre 2011. Le due navicelle sono rimaste agganciate per undici giorni, fino al 14 novembre, quando la Shenzhou si è staccata per effettuare un nuovo docking, rimanendo agganciata per altri due giorni. Il distacco finale è stato eseguito il 17 novembre permettendo alla capsula di fare ritorno sulla Terra.
Questa prova di docking sarà poi seguita da una effettuata con persone a bordo nel corso del 2012 con la missione Shenzhou 9.
L'obiettivo è dare vita al primo nucleo della futura base spaziale cinese. Si tratta di un programma molto ambizioso da parte della Cina, che prevede, entro il 2020, di essere il terzo protagonista dello scenario spaziale, dopo l'Urss con la Mir, e una collaborazione internazionale che ha dato vita all'Iss, ad avere una sua base permanente nello spazio.
Per effettuare questa missione la capsula Shenzhou ha subito delle rilevanti modifiche riguardo alla sua progettazione. Le procedure di aggancio sono state pilotate dal centro di controllo di terra.